# Oedogoniales
Oedogoniales é uma ordem de algas verdes filamentosas da classe Chlorophyceae.
Os filamentos de Oedogonium podem flutuar livremente ou prender-se a algum objecto, algumas são epifitas sobre outras algas. A reprodução assexuada dá-se por zoósporo, cada célula produz um único zoósporo que possui no máximo 120 flagelos. A reprodução sexuada é oogamica, cada anterídeo produz 2 espermatozóides multiflagelados e cada ovogônia forma somente um único flagelo.